# Endosimilis
Endosimilis é um gênero de mariposa pertencente à família Crambidae.